# Za wolność naszą i waszą

Wzór sztandaru (polska część)

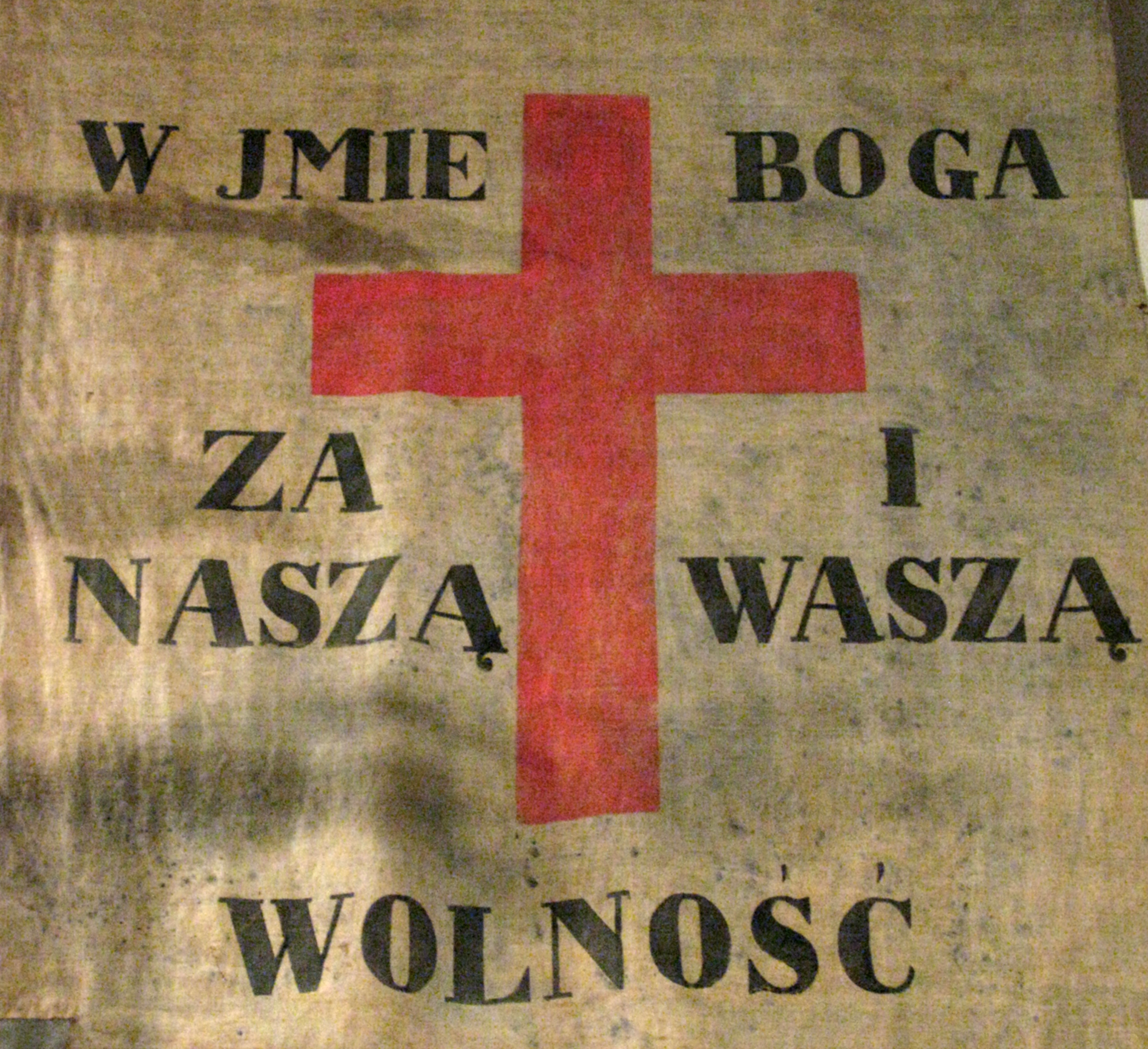
Sztandar z 1831

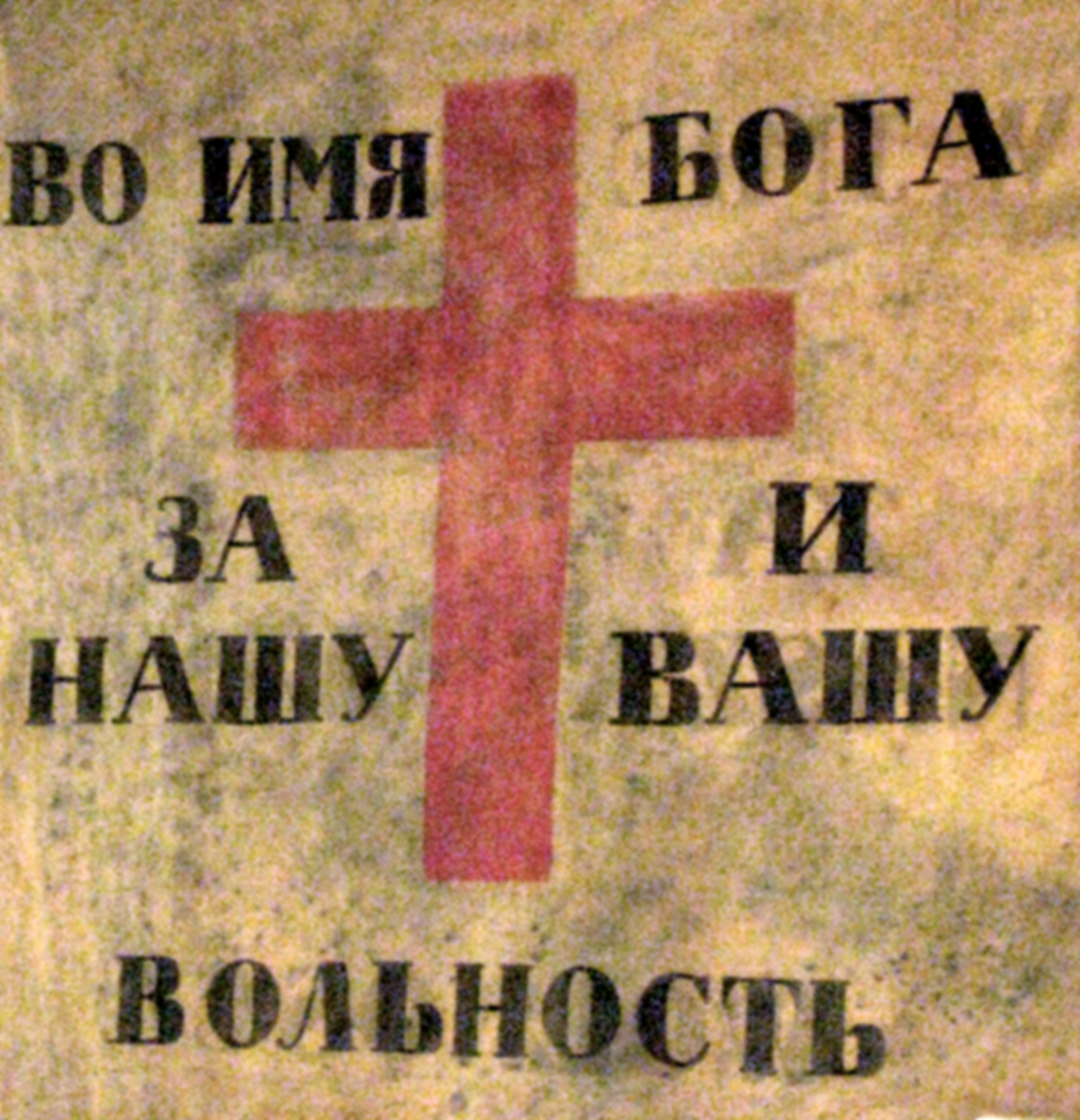
Wersja sztandaru w języku rosyjskim

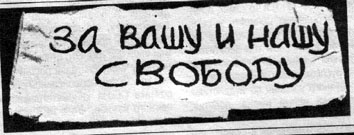
Transparent z napisem "Za waszą i naszą wolność" pochodzący z demonstracji dysydentów radzieckich na Placu Czerwonym w Moskwie 25 sierpnia 1968 roku

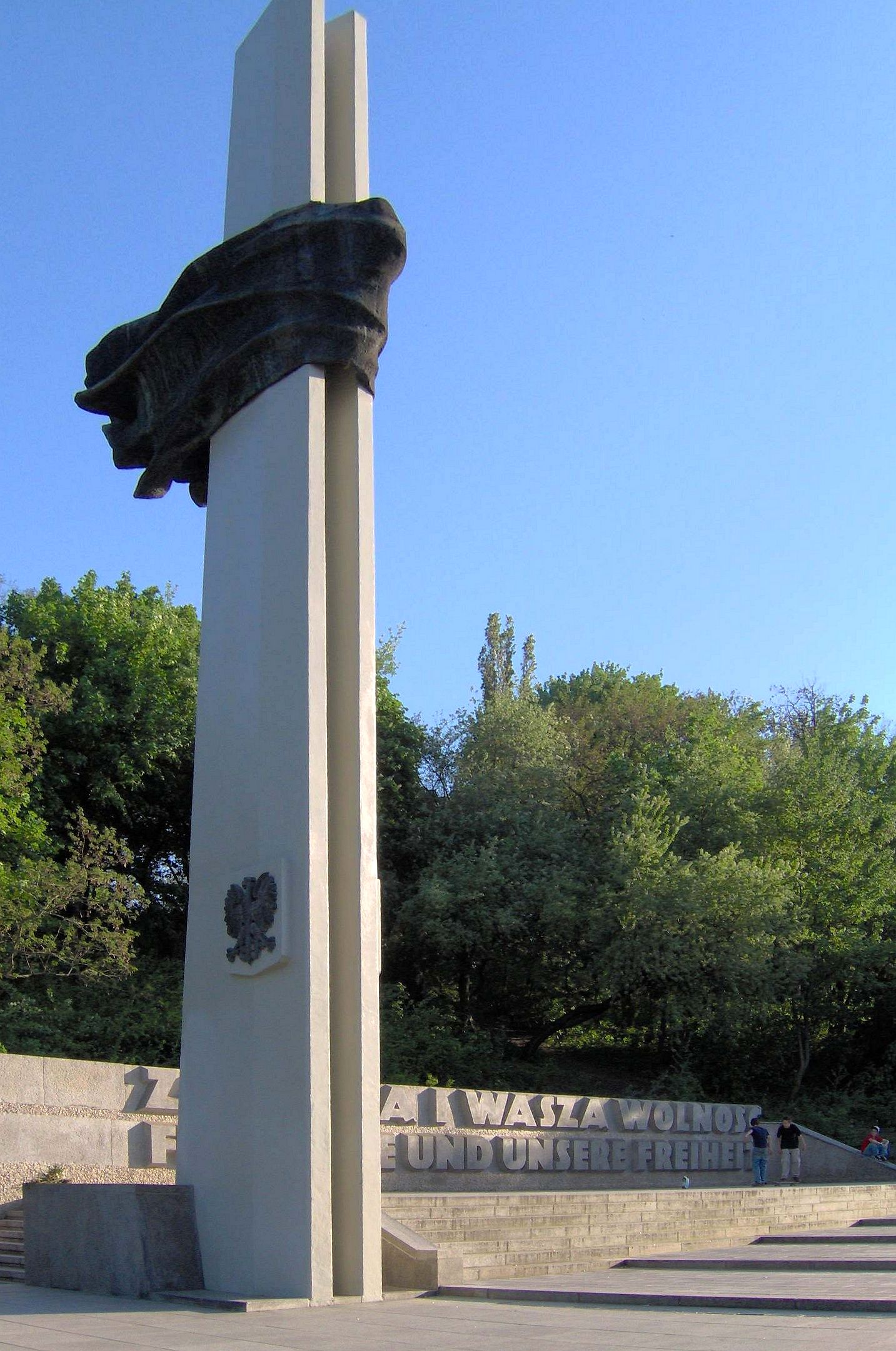
Pomnik żołnierza polskiego i niemieckiego antyfaszysty w Berlinie.

Za wolność naszą i waszą (ros. За нашу и вашу свободу) – skrócona wersja napisu na sztandarze z manifestacji ku czci dekabrystów w Warszawie 25 stycznia 1831, którego autorstwo przypisuje się Joachimowi Lelewelowi. W pełnej wersji miał postać: W imię Boga za naszą i waszą wolność (ros. Во имя Бога, за нашу и вашу вольность). Oryginalny sztandar przechowywany jest w zbiorach Muzeum Wojska Polskiego w Warszawie.

## Historia
W trakcie powstania listopadowego wypisywano go na sztandarach w języku polskim i rosyjskim, dwustronnie, ze znakiem czerwonego krzyża na białym tle. Miał pokazywać cel powstania, które skierowane było w zamierzeniu powstańców nie przeciwko Rosjanom, a przeciw carskiemu despotyzmowi. W wersji polskiej i węgierskiej używał go oddział Bema na Węgrzech w 1848. Jest to jedno z nieoficjalnych polskich mott narodowych. W myśl tego hasła wielu Węgrów, Francuzów, Włochów, a nawet Rosjan wspierało polskich powstańców.
Pod hasłem „za wolność waszą i naszą” odznaczył się też udział Polaków w rewolucyjnych walkach Komuny Paryskiej, w rewolucji 1905, w Wielkiej Socjalistycznej Rewolucji Październikowej 1917 oraz w walkach na wszystkich frontach II wojny światowej.
Fraza zyskała na popularności podczas Inwazji Rosji na Ukrainę w 2022 jako wyraz solidarności z narodem ukraińskim. Była używana w oficjalnych komunikatach zarówno władz polskich jak i ukraińskich a także litewskich. W czerwcu 2022 na placu zamkowym w Warszawie otwarto wystawę pod tą nazwą.

## Upamiętnienie
Hasło „Za Naszą i Waszą Wolność” stało się inspiracją i mottem IV Koncertu Niepodległości „Za Naszą i Waszą Wolność” (11 listopada 2012, Muzeum Powstania Warszawskiego) oraz Koncertu Niepodległości Trzeciego Maja (3 maja 2013, Zamek Królewski w Warszawie), które poświęcone zostały udziałowi mniejszości narodowych, etnicznych i cudzoziemców w walce o Niepodległość Rzeczypospolitej. Z kolei tematyka służby Polaków w obcych armiach, gdzie walczyli o wolność innych narodów, została poruszona w VI Koncercie Niepodległości „Poland”.

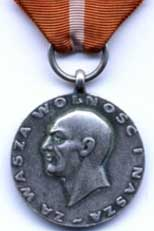
Medal „Za waszą wolność i naszą”

## Odznaczenie
Nazwę tę nosiło także polskie odznaczenie wojskowe, nadawane uczestnikom walk (po stronie republikanów) w hiszpańskiej wojnie domowej (Dąbrowszczakom).

## Poezja
Frazę Za waszą wolność i naszą wykorzystał Mieczysław Romanowski w swym wierszu Sztandary polskie w Kremlu z 1857 r.
W 1968 r. Marian Hemar protestując przeciw inwazji na Czechosłowację napisał wiersz:

„Wyprowadzili żołnierza. 
Na to czeskie Psie Pole 
Z nowym hasłem: 
Za waszą i za naszą niewolę”

Do hasła nawiązuje również tytuł wiersza Mirona Białoszewskiego opublikowany w 1985 r. w tomiku „Oho” i inne wiersze.

„Za naszą i waszą”

dziecinko 
wyjrzyj

farfocle wiszą
farfocle straszą

## Film
W 1968 zrealizowano film pod tytułem Za naszą i waszą wolność w reżyserii Ludwika Perskiego i Leonida Machnacza.